# 執次
執次（とりつぎ）は、江戸時代の日本において朝廷口向役人（くちむきやくにん）のなかに設けられた官職名。内廷の事務をつかさどった。

## 概要
口向所を統括して内廷事務をおこなう執次は、その多くが世襲で、官人がそれを兼務することもあった。禁裏付や賄頭の地位にある者を補佐して実務にあたり、定員は7名、また役料は5石であった。
口向所における執次の配下としては使番と使丁があり、使番は執次を補佐して内膳や営膳にも関与した。使丁は雑役にあたった。

## 参照
1. 1 2  「口向役人」『日本史用語辞典』（1979）
2. ↑  「執次」『日本史用語辞典』（1979）